# Rubis
Pour les articles homonymes, voir Rubis (homonymie).
Le rubis est la variété rouge de la famille minérale du corindon. 
Sa couleur est causée principalement par la présence d'atomes de chrome (les corindons sans la présence de chrome sont les saphirs), à hauteur d'environ 2 % au maximum. Le rubis est classé comme pierre gemme en joaillerie, où il est utilisé. Il a une dureté de 9 sur l'échelle de Mohs. Parmi les minéraux, ceux qui ont une dureté supérieure sont le diamant (10 sur l'échelle de Mohs), la lonsdaléite (controversé) et la moissanite (9,5 sur l'échelle de Mohs).
La valeur marchande d'un rubis dépend de plusieurs facteurs : ses dimensions, sa couleur, sa pureté et sa taille (sa « découpe »). Tous les rubis naturels possèdent des inclusions, seuls les rubis synthétiques peuvent donner l'impression d'être parfaits. Plus ces inclusions sont rares et infimes, plus la pierre a de valeur. C'est, avec les diamants de couleur, la pierre précieuse qui peut atteindre les valeurs les plus élevées.

## Extraction

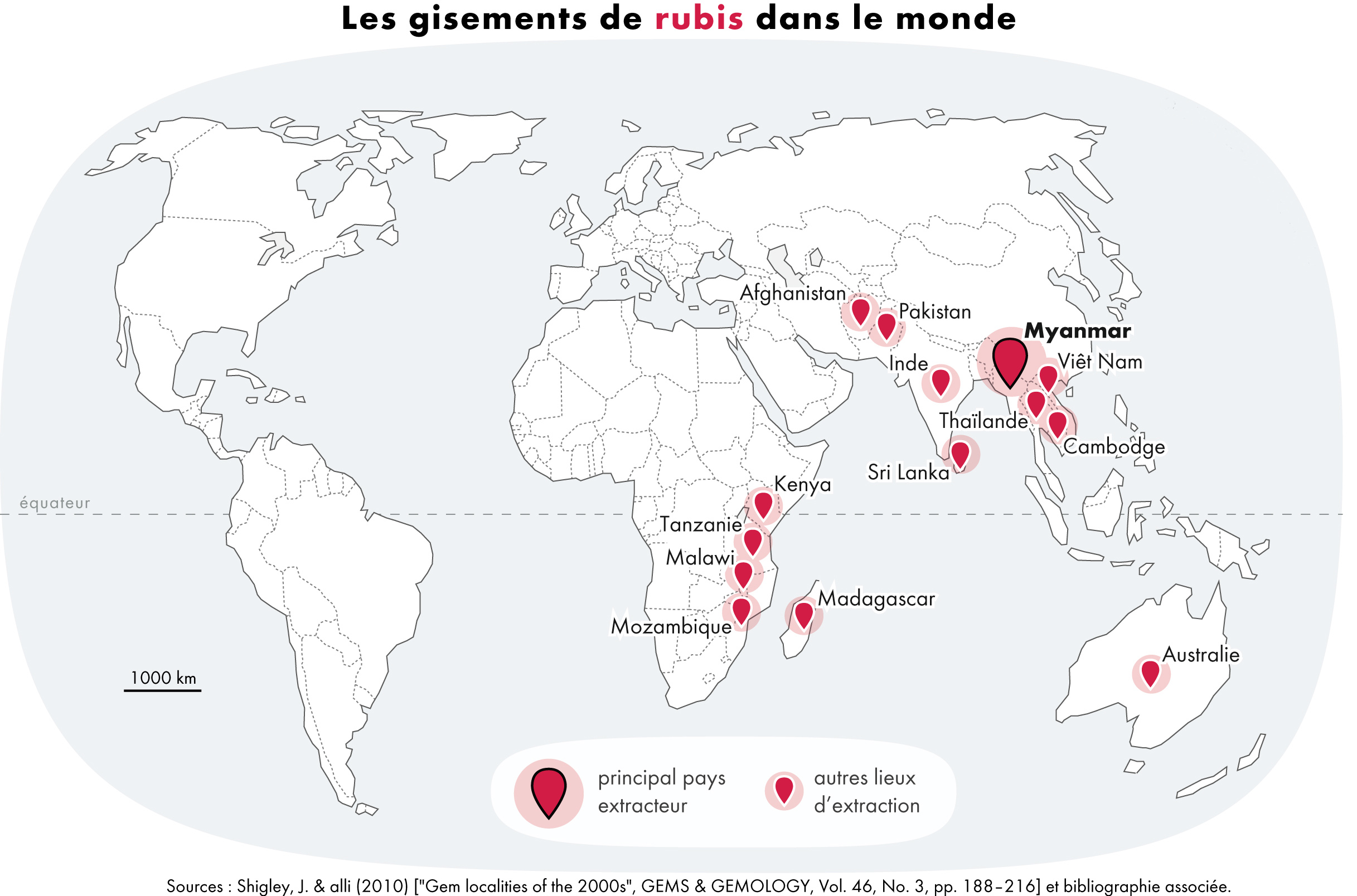
Carte des principaux pays producteurs de rubis dans le monde.

Les rubis sont extraits dans des mines principalement en Asie et quelquefois en Afrique, en Australie et dans certains États américains tels que le Montana et la Caroline du Sud. 
Les principaux gisements se trouvent en Birmanie : 90 % de la production mondiale. Il y a aussi des gisements  en Thaïlande, au Cambodge, au Vietnam, au Sri Lanka ainsi qu'au Mozambique et à Madagascar...
Le plus grand gisement se trouvait à Mong Hsu, au nord-est de la Birmanie. Les cristaux issus de Mong Hsu sont bicolores à l’état naturel : un centre noirâtre et des parois externes d’un rouge vif. Leur utilisation en joaillerie resta limitée jusqu'à la découverte d'un traitement thermique permettant l'effacement de la couleur noire du centre, laissant uniquement le rouge de la périphérie. À Mogok, situé aussi en Birmanie, on trouve notamment les très rares et très prisés rubis « sang-de-pigeon ».
Le rubis tient une place particulière en Inde. Le terme de « corindon » vient du mot sanskrit kuruvinda. En langue sanscrite, le rubis est appelé ratnaraj, dont la traduction serait « Roi des Pierres Précieuses ».
Le rubis se distingue du spinelle, qui est parfois présent dans les mêmes formations géologiques.

## Synthèse
En 1902, le chimiste français Auguste Verneuil produit un rubis synthétique par fusion au chalumeau oxyhydrique de poudre d'oxyde d'aluminium (Al2O3) en y ajoutant des traces d'oxyde de chrome pour lui conférer sa couleur rouge caractéristique. Auparavant, de 1876 à 1891, Edmond Frémy, dont Auguste Verneuil était le fils adoptif et assistant, avait effectué avec lui la synthèse du rubis par la méthode des sels fondus.

## Utilisations

### Bijouterie / joaillerie

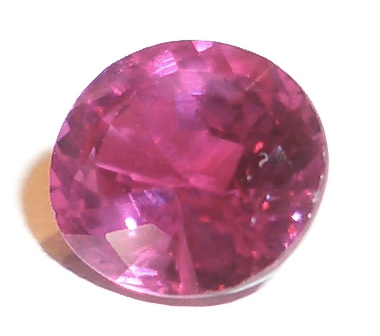
Rubis taillé.

Comme toutes les pierres précieuses, le rubis est utilisé dans la joaillerie et dans les bijoux.

### Horlogerie

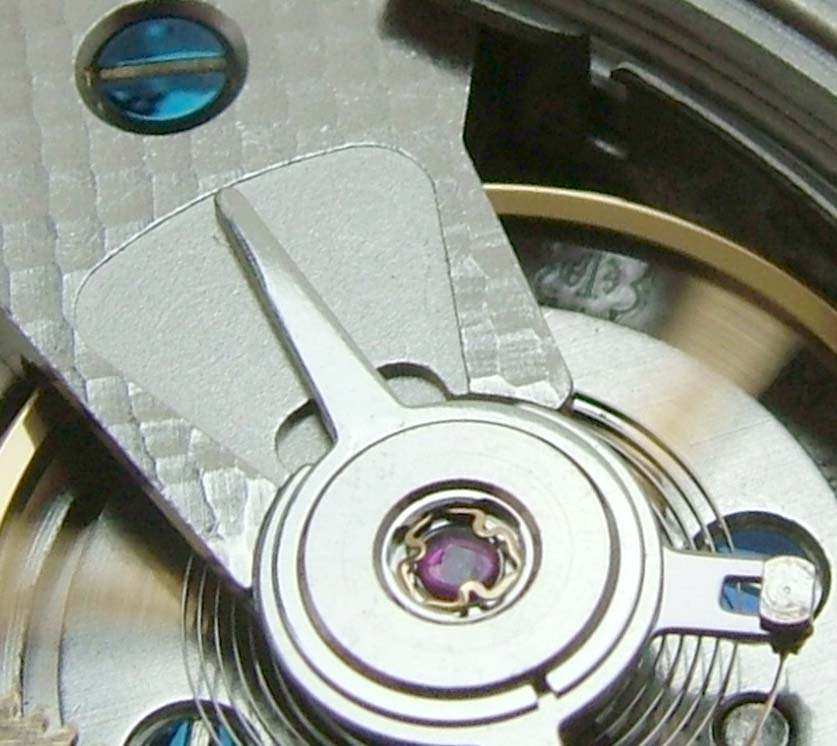
Rubis protégeant le pivot de la roue du ressort spiral dans une montre mécanique.

Il est parfois utilisé dans l'horlogerie électronique, mais très largement dans l'horlogerie mécanique, pour la fabrication des paliers qui supportent les pivots des axes du rouage, à cause des frottements extrêmement réduits du métal sur la pierre. D'autre part, vu les pressions relatives très élevées (si l'on compare le couple transmis par les engrenages en rapport avec la surface extrêmement réduite des pivots : 15/100e de mm de diamètre pour les plus fins), la platine de montre étant elle-même en métal, le frottement métal sur métal induirait inévitablement, à court terme, un grippage du palier après que les huiles auront perdu de leur efficacité (état inéluctable pour une montre fonctionnant plusieurs années consécutives). Les rubis utilisés sont tous synthétiques et peuvent être des agrégats de poudre de rubis aussi bien que des monoblocs (tel que dans les mécanismes les plus luxueux). Ils sont dans ce cas légèrement rosâtres et totalement transparents.

### Polissage et rectification mécanique
On l'utilise pour la fabrication de meules, seul ou en combinaison avec du corindon blanc (grain mixe dur et tendre) pour la rectification de pièce cémentée ou trempée, avec le seul inconvénient de fatiguer le diamant que l'on utilise pour régénérer le grain de cette dernière.[réf. nécessaire]

### Multimètres
Des petits rubis étaient également utilisés dans les voltmètres, ampèremètres et multimètres analogiques afin de minimiser au maximum les frottements dans la suspension de l'équipage mobile du galvanomètre, frottements qui seraient sources d'erreur lors des mesures.

### Laser
Le premier laser à rubis fut construit en 1960 et cette technique fut employée dans l'industrie dès 1965.

## Symbolique
Les noces de rubis symbolisent les 35 ans de mariage dans le folklore français.
Cette pierre précieuse symbolise le mois de juillet.
Le rubis fut la pierre la plus précieuse dans l'ancien temps. On lui confère le mythe
dans lequel le rubis représenterait le sang du Christ dans les sociétés chrétiennes. Elle était la pierre précieuse qui ornait les anneaux cardinalices jusqu'au concile œcuménique Vatican II.
Il symbolise aussi charité, amour, courage, loyauté ou encore passion. Les rois et chevaliers en portaient sur leurs heaumes et couronnes dans le but de les garder en bonne santé, ainsi que de les protéger des blessures.

## Quelques rubis célèbres
- Le rubis de la couronne de saint Wenceslas : un rubis non taillé de 250 carats environ, conservé à la cathédrale Saint-Guy de Prague[7].
- Le rubis Hixon est un cristal brut de rubis de 196 carats, il est conservé dans la collection de minéraux du musée d'histoire naturelle du comté de Los Angeles.
- Le rubis Maung Lin était un rubis de 400 carats qui a été découpé en trois parties.
- Le rubis de la Paix : découvert en Birmanie le 30 juin 1919 (deux jours après la signature du traité de Versailles), il est rond, pèse 25 carats et sa couleur est « sang de pigeon ». Il est aujourd'hui exposé au musée d'Histoire naturelle à New York.